# Apostolepis nigrolineata
Apostolepis nigrolineata — вид змій родини полозових (Colubridae). Мешкає в Південній Америці.

## Поширення і екологія
Apostolepis nigrolineata мешкають на більшій частині Бразильської Амазонії, а також в Гаяні і Французькій Гвіані. Вони живуть у вологих рівнинних тропічних лісах, серед гнилих повалених дерев і опалого листя. Ведуть нічний спосіб життя, полюють на амфісбен і невеликих змій.